# Перуз
Перу́з (фр. Peyrouse, окс. Peirosa) — коммуна во Франции, находится в регионе Юг — Пиренеи. Департамент — Верхние Пиренеи. Входит в состав кантона Сен-Пе-де-Бигор. Округ коммуны — Аржелес-Газост.
Код INSEE коммуны — 65360.

## География
Коммуна расположена приблизительно в 670 км к югу от Парижа, в 140 км юго-западнее Тулузы, в 21 км к юго-западу от Тарба.
На юге коммуны протекает река Гав-де-По.

## Климат
Климат умеренно-океанический с солнечной тёплой погодой и обильными осадками на протяжении практически всего года.

## Население
Население коммуны на 2010 год составляло 286 человек.
| 1962 | 1968 | 1975 | 1982 | 1990 | 1999 | 2010 |
| ---- | ---- | ---- | ---- | ---- | ---- | ---- |
| 221  | 214  | 214  | 227  | 245  | 233  | 286  |

## Администрация
| Период | Период | Фамилия          | Партия | Примечания |
| ------ | ------ | ---------------- | ------ | ---------- |
| 2001   | 2014   | Анна-Мария Тулуз |        |            |
| 2014   | 2020   | Филипп Кастен    |        |            |

## Экономика
В 2010 году среди 176 человек трудоспособного возраста (15-64 лет) 128 были экономически активными, 48 — неактивными (показатель активности — 72,7 %, в 1999 году было 69,1 %). Из 128 активных жителей работали 117 человек (68 мужчин и 49 женщин), безработных было 11 (3 мужчин и 8 женщин). Среди 48 неактивных 12 человек были учениками или студентами, 19 — пенсионерами, 17 были неактивными по другим причинам.

## Достопримечательности
- Церковь Св. Мартина

## Фотогалерея

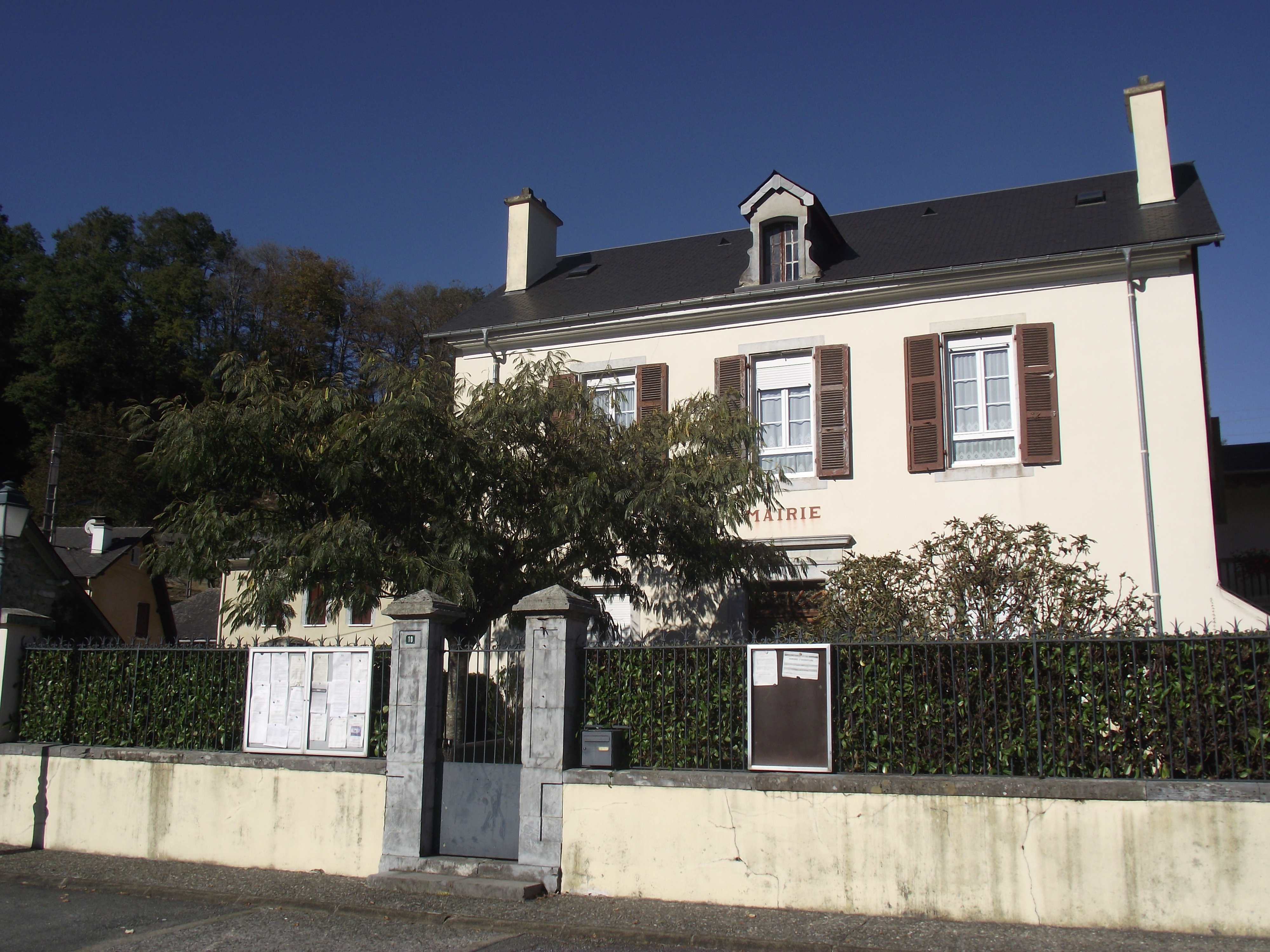
Мэрия
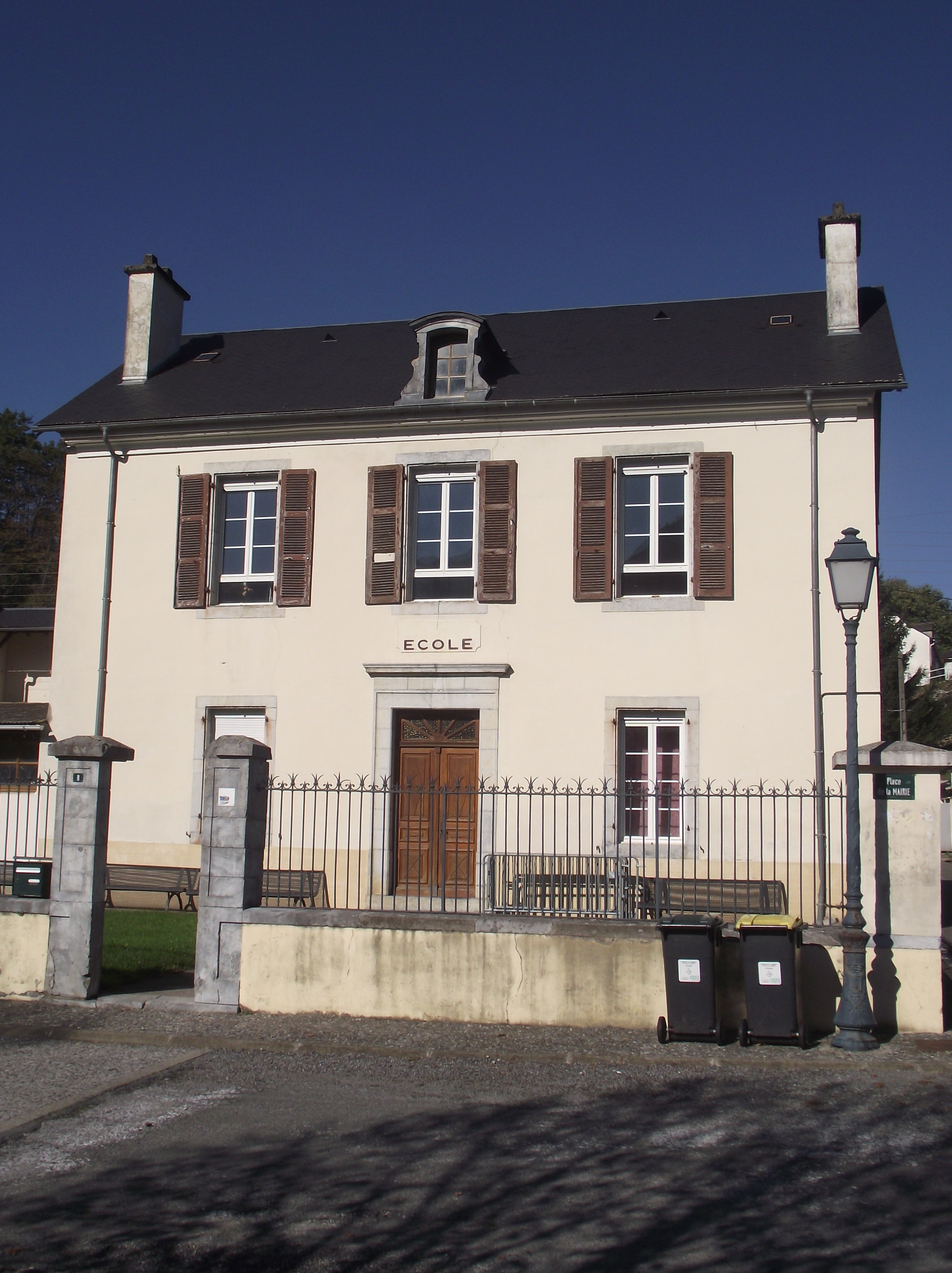
Школа
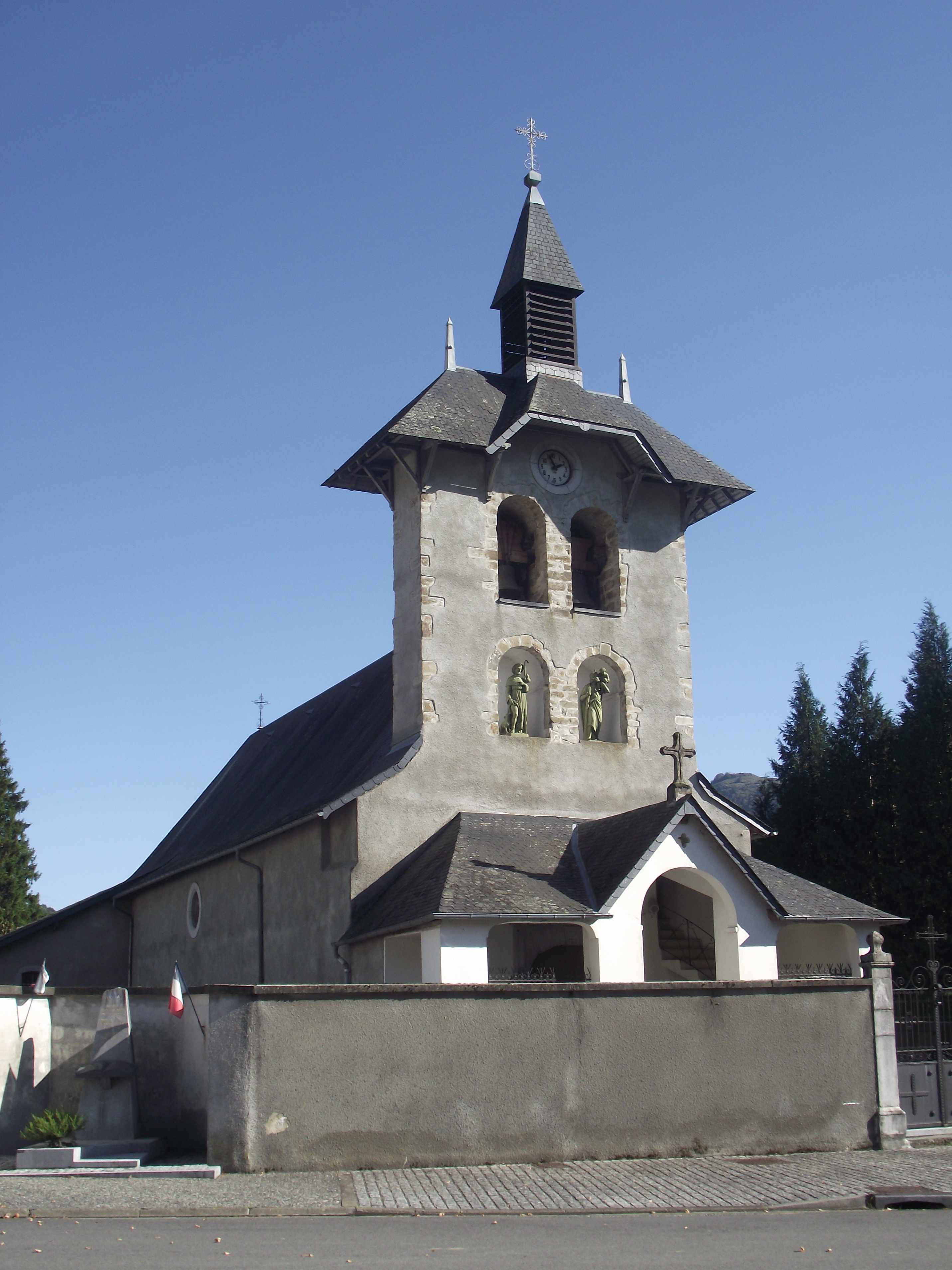
Церковь Св. Мартина
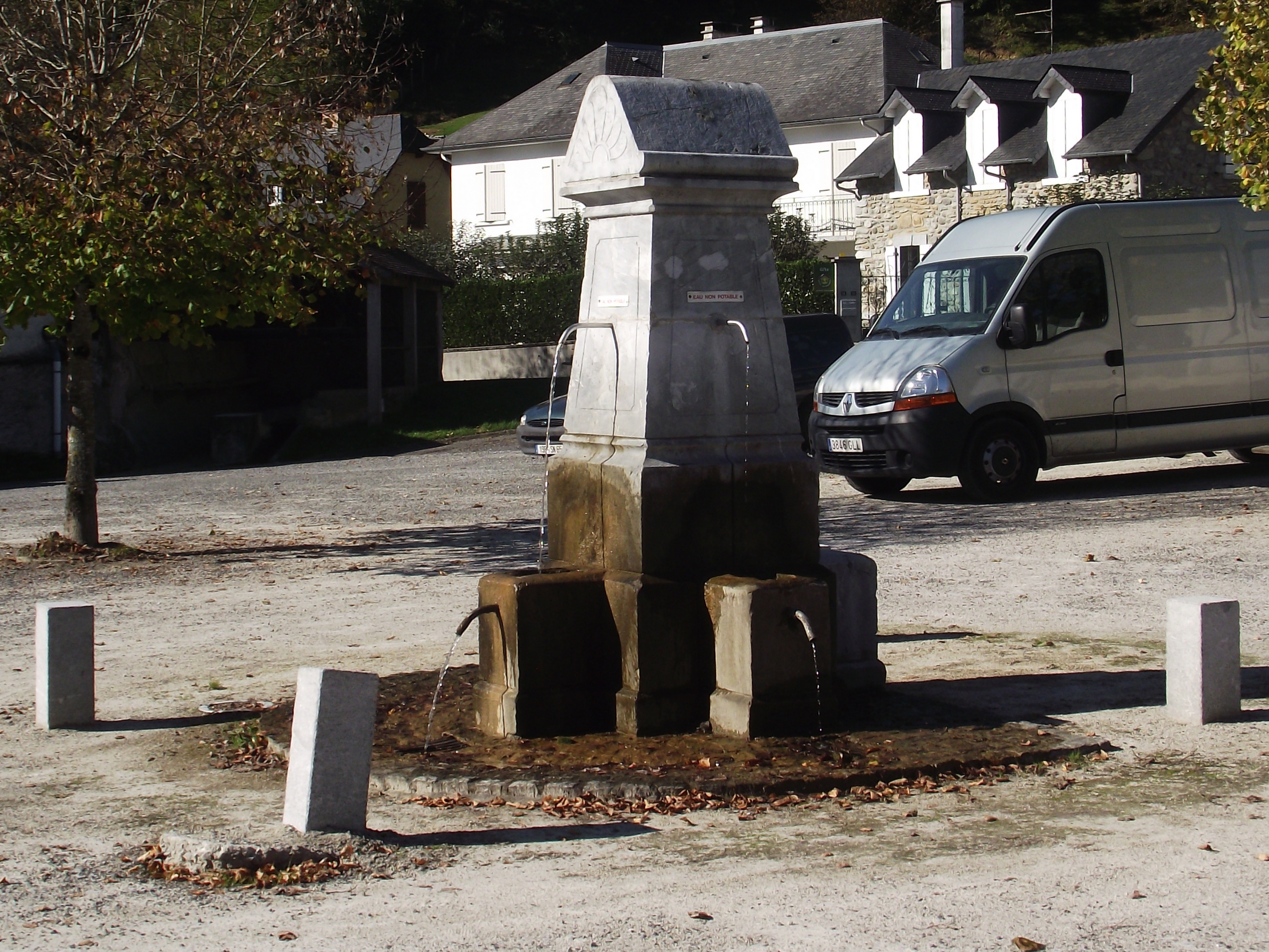
Фонтан
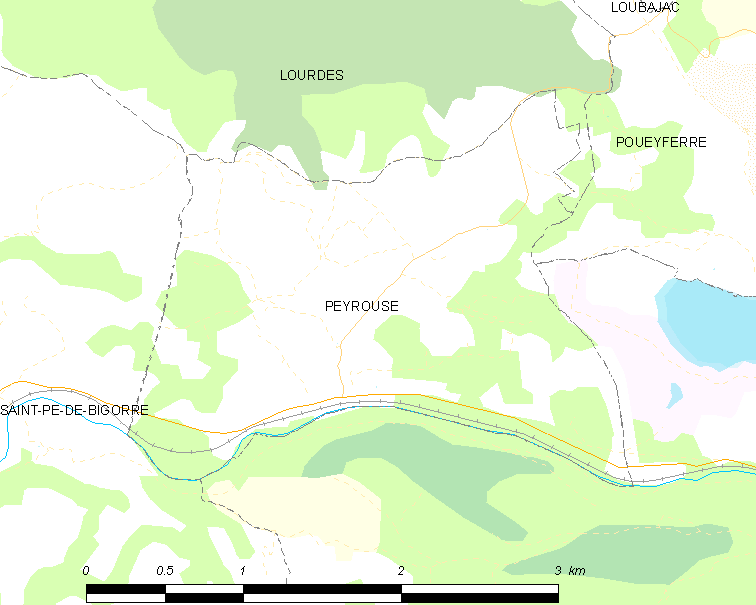
Карта коммуны